# Касимов Калмуханбет Нурмуханбетович
Калмуханбет Нурмуханбетович Касимов (каз. Қалмұханбет Нұрмұханбетұлы Қасымов, нар.. 18 травня 1957, Байсерке, Ілійський район, Алматинська область, Казахська РСР, СРСР) — начальник Служби Державної Охорони Республіки Казахстан.

## Біографія
Народився 1957 року в селі Дмитрівка Ілійського району Алматинської області. Походить із роду шапірашт Старшого жуза . Освіта вища, 1979 року закінчив юридичний факультет Казахського державного університету ім. С. Кірова, за спеціальністю «юрист». Генерал-полковник поліції.
З 1979 року — слідчий, старший слідчий, начальник слідчого відділення, заступник начальника ОВС Ілійського району УВС Алма-Атинської області.
З 1988 року — заступник начальника відділу охорони громадського порядку УВС Алма-Атинської області.
З 1989 року — начальник ОВС міста Капчагая УВС Алма-Атинської області.
З 1992 року — начальник Управління кримінальної міліції, перший заступник начальника УВС Алма-Атинської області.
З березня до липня 1997 року — начальник Департаменту кримінальної поліції МВС РК.
З 1997 — начальник Головного управління внутрішніх справ міста Алма-Ати.
З 2003 року — начальник Головного управління внутрішніх справ, Департаменту внутрішніх справ Алма-Атинської області.
З 2005 року — перший віце-міністр, віце-міністр внутрішніх справ Республіки Казахстан.
З 2009 року — начальник Департаменту внутрішніх справ Східно-Казахстанської області.
З квітня 2011 року — Міністр внутрішніх справ Республіки Казахстан.
14 грудня 2011 року — присвоєно звання генерал-лейтенанта поліції.
6 травня 2015 року — присвоєно звання генерал-полковник поліції.
12 лютого 2019 року — призначений помічником президента — секретарем Ради безпеки Республіки Казахстан.
З 16 січня 2020 по 30 липня 2021 року працював начальником Служби державної охорони Республіки Казахстан.

## Родина
Одружений, виховує трьох дітей, має сімох онуків.

## Кампанія з вимогою відставки
Після вбивства фігуриста Дениса Тена, що сталося у липні 2018 року, так званими активістами в соціальній мережі Facebook було розгорнуто кампанію з вимогою реформувати МВС РК «За реформу МВС». Для просування кампанії була створена група у Facebook, до діяльності якої були залучені професійні PR-фахівці та блогери, зусиллями яких група була поповнена передплатниками, а також створено сайт. Серед адміністраторів групи значаться PR-фахівці та блогери, а також керівник громадського фонду «Молодіжна інформаційна служба Казахстану» Ірина Меднікова, організація якої фінансується фондом Сорос-Казахстан. Пости, що публікуються в групі, містять заклики і вимоги відправити у відставку міністра МВС Калмуханбета Касимова, реформувати систему МВС за прикладом Грузії та України, запросити консультантом до Казахстану Михайла Саакашвілі, скоротити чисельність правоохоронних органів та знести паркани біля будівель правоохоронних органів.
У серпні 2018 року активістами кампанії (серед яких представники організацій, що фінансуються фондом Сорос-Казахстан), було запропоновано концепцію реформи МВС, вимогу якої звільнити всіх чинних поліцейських у країні, включаючи міністра; позбавлення міністра повноважень оперативного управління поліцією, новим міністром має стати цивільна особа.
Громадська рада Акімату міста Алма-Ати підтримала вимоги групи «За реформу МВС» і має намір ініціювати в парламенті республіки законопроєкт про реформу МВС.

## Нагороди
- Орден Слави 1 ступеня (2014)[24]
- Орден Слави 2-го ступеня
- Медаль «Астана»
- Медаль «За внесок у забезпечення національної безпеки»
- Медаль «За відмінність у забезпеченні правопорядку»
- Медаль «10 років Конституції Республіки Казахстан»
- Медаль «Ветеран органів внутрішніх справ Республіки Казахстан»
- Медаль «10 років Парламенту Республіки Казахстан»
- Медаль «10 років ШОС»
- Ювілейна медаль «20 років Астані» [Архівовано 9 листопада 2021 у Wayback Machine.] (2018)[25]
- нагрудним знаком «Заслужений працівник МВС РК»
- Медаль «За сприяння ВР МВС» (Росія)
- Медаль «За бойову співдружність» (Росія)
- Почесні грамоти Управління внутрішніх справ (1981, 1982), Міністерства внутрішніх справ Республіки Казахстан «За сумлінне ставлення до виконання службових обов'язків» (1997, 1998)
- Грамота Співдружності Незалежних Держав (17.07.2017)